# Боб Фенстър
Боб Фенстър (на английски: Bob Fenster) е американски журналист, енигматолог и писател на произведения в жанра хумор и сатира.

## Биография и творчество
Робърт „Боб“ Фенстър е роден през 1946 г. в Бруклин, Ню Йорк, САЩ.
Завършва университета на Сан Франциско. След дипломирането си работи като журналист, редактор и кинокритик във вестника „The Arizona Republic“.
Първата му книга „The Last Page“ е издадена през 1989 г. и претърпява няколко издания. Става известен с книгите си „Безкрайността на човешката простотия“ и „Още простотии...“, в които осмива глупоста на хората и техните безумни идеи. Пише 2 сборника с ребуси и пъзели, и три романа, последните като електронни книги. Сътрудничи на „Уошингтън поуст“, „Уолстрийт джърнъл“, „Рийдърс дайджест“, „Сан Франциско кроникъл“ и „Плейбил“.
Боб Фенстър живее със семейството си в Санта Круз, Калифорния.

## Произведения
- The Last Page (1989)
- Duh!: The Stupid History of the Human Race (2000)
Безкрайността на човешката простотия, изд.: ИК „Кръгозор“, София (2004), прев. Антоанета Дончева-Стаматова
- They Did What? Things Famous People Have Done (2002)
- Well, Duh! : Our Stupid World, and Welcome to It (2004)
Още простотии... : Безкрайна е човешката простотия!, изд.: ИК „Кръгозор“, София (2004), прев. Антоанета Дончева-Стаматова
- The Duh Awards: In This Stupid World, We Take the Prize (2005)
- Laugh Off: The Comedy Showdown Between Real Life and the Pros (2005)
- Twisted: Tales from the Wacky Side (2006)
- The Big Book of Duh!: A Bathroom Book (2007)
- This Way Out: A novel of fame, original sins and the Beverly Hills Discretion Squad (2012)
- Open the Clown Car: Google secrets, a history of sex and the 16th minute of fame (2012)
- Open the Gates: odd stories of bad bosses, skinny shoppers and Hollywood pants (2012)
- Huck It: The Ultimate Novel (2014)
- Shake It Up: Fun and Games with Shakespeare (2015)